# Solter parvulus
Solter parvulus is een insect uit de familie van de mierenleeuwen (Myrmeleontidae), die tot de orde netvleugeligen (Neuroptera) behoort. 
Solter parvulus is voor het eerst wetenschappelijk beschreven door Hölzel in 1988.